# Koziorożec kaukaski
Koziorożec kaukaski (Capra caucasica) – gatunek ssaka z rodziny wołowatych, występujący endemicznie w zachodniej części Kaukazu: w Gruzji, południowo-zachodniej Rosji i być może w Azerbejdżanie – na wysokości 800–4000 m n.p.m. (lub do 4200 m n.p.m.). Międzynarodowa Unia Ochrony Przyrody zaliczyła go do gatunków zagrożonych wymarciem i umieściła w kategorii EN (endangered).

## Systematyka
W oparciu o same badania morfologiczne gatunek koziorożec kaukaski był przez zoologów opisywany jako podgatunek Capra ibex (koziorożec alpejski). W oparciu o przeprowadzone badania Capra caucasica jest przez systematyków wydzielana jako odrębny gatunek, lecz trwają dyskusje czy jest kladem odrębnym w stosunku do gatunku koza bezoarowa (C. aegagrus).
Gatunek obejmuje trzy podgatunki:
- C. c. caucasica Güldenstädt i Pallas, 1783 – Rosja[2],
- koziorożec walcorogi – C. c. cylindricornis (Blyth, 1841),
- C. c. severtzovi Menzbier, 1888.

## Wygląd
W zależności od pory roku sierść koziorożca kaukaskiego w części grzbietowej przyjmuje barwy od brudnożółtej, szarej lub rdzawoczerwonawobrązowej (latem) po ciemniejszy – szarobrązowy. U samców część czołowa jest ciemniejsza od pozostałych części ciała. Całkowita długość ciała samców – 165 cm (samic 120–140 cm), wysokość w kłębie – 109 cm, masa ciała samców – 96 kg (65–80 kg), a może także przekraczać 100 kg. Rogi, o średniej długości 48–118 cm, występują u obu płci, choć u samców są dużo większe. Samce charakteryzują się niewielką bródką.

## Kariotyp
Garnitur chromosomowy koziorożca kaukaskiego tworzy 30 par (2n=60) chromosomów. 

## Tryb życia
Poza okresem godowym samce są samotnikami, samice żyją w grupach rodzinnych. W zimie koziorożce łączą się w stada i schodzą na niżej położone tereny.

## Rozmnażanie
Po ciąży trwającej 150–160 (lub 165–175) dni w okresie od maja do lipca rodzi się jedno młode. Samice osiągają dojrzałość płciową w wieku 2 lat, samce – 4–5 lat, jednak samica rodzi pierwsze młode dopiero po osiągnięciu 3–4 lat. Umieralność wśród noworodków sięga 50% w pierwszym miesiącu życia. Projekt publikacji załączników CITES informuje, że zdaniem wielu badaczy koziorożec kaukaski żyje średnio 14–15 lat, z prawdopodobieństwem dożycia nawet ponad 20 lat. Inni cytowani zoolodzy uważają, że większość ze zwierząt żyjących na wolności nie dożywa 10–12 roku życia.

## Rozmieszczenie geograficzne
Koziorożec kaukaski jest endemitem zachodniej części pasma górskiego Kaukazu. Występuje w Gruzji, południowo-zachodniej Rosji i być może w Azerbejdżanie – na wysokości 800–4000 m n.p.m. (lub do 4200 m n.p.m.).

## Ekologia
Koziorożec kaukaski jest roślinożercą, żywi się głównie trawą, lecz w skład jego diety wchodzi ponad sto zróżnicowanych gatunków roślin. Chętnie liże też sól występującą naturalnie w górach. Do drapieżników polujących na koziorożce kaukaskie należy wilk szary i ryś euroazjatycki, a w przeszłości także lampart plamisty (rzadko już spotykany na Kaukazie).

## Zagrożenie
W 2004 roku łączna liczebność populacji koziorożców kaukaskich była szacowana na 5000–6000 osobników, lecz może być nieco mniejsza. Głównym zagrożeniem dla gatunku jest kłusownictwo, presja ze strony człowieka i drapieżników oraz utrata siedlisk na skutek zajmowania pastwisk dla zwierząt gospodarskich (owiec i kóz domowych), a także ostre zimy. Do naturalnych przyczyn śmierci tych zwierząt zaliczane są także skutki schodzenia lawin śnieżnych. Międzynarodowa Unia Ochrony Przyrody zaliczyła koziorożce kaukaskie do gatunków zagrożonych wymarciem i umieściła je w kategorii EN (endangered).